# Cucuy: The Boogeyman
Cucuy: The Boogeyman (Cucuy: O Bicho Papão, no Brasil) é um filme estadunidense de 2018 dos gêneros thriller, terror e suspense dirigido por Peter Sullivan e lançado no Brasil com nove meses de atraso, em junho de 2019.

## Sinopse
Quando as crianças começam a desaparecer, um adolescente rebelde em prisão domiciliar começa a suspeitar que um mal lendário, um bicho-papão conhecido como Cucuy, pode ser o responsável.

## Elenco
Marisol Nichols
Brian Krause
Jearnest Corchado
Bella Stine
Pedro Correa
Mick Ignis
Jack Erdie
Jossara Jinaro
Alma Martinez
Paula Lindberg
Aline Elasmar
Yanellie Ireland
John Colton
Brian Nolan
Claude Knowlton